# Zenagas
Cet article concerne un peuple berbère contemporain de Mauritanie et du Sénégal. Pour leur langue, voir zenaga (langue). Pour le groupe berbère historique ayant porté le même nom, voir Sanhadja.
Les Zenagas ou Zénagas (Znagas) sont les membres d'une population issue de tribus berbères de la Mauritanie du sud-ouest, essentiellement dans la Wilaya (Région) du Trarza, et du nord du Sénégal. Aujourd'hui, la plupart des Zenagas parle le hassaniya et seule une minorité parle encore le berbère.
Leur nom provient de celui de la confédération berbère des Sanhadja.